# Vulcănești, Nisporeni
Vulcănești este o localitate în componența comunei Ciorești Raionul Nisporeni, Republica Moldova. Se află pe traseul Chișinău-Nisporeni.

## Istorie
Satul a fost atestat într-un hrisov din anul  1443, cu numele Vâlcan:
„Din mila lui Dumnezeu, noi, Ștefan voievod, domn al Țării Moldovei. Facem cunoscut, cu această carte a noastră, tuturor celor care o vor vedea sau o vor auzi citindu-se, ca acest adevărat boier al nostru credincios, pan Mihul pisar, ne-a slujit în toate locurile drept și credincios. De aceea, noi, văzând dreapta și credincioasa lui slujbă către noi, l-am miluit cu deosebita noastră milă și i-am dat, în țara noastră, un sat pe Cotovțea, anume Săseni, unde trăiește Laur, pe care i l-a vândut sluga noastră, pan Ion Boldor, pentru cinci zeci de zloți, ...

De aceea, noi, văzând bunăvoința și înțelegerea lor înaintea noastră și înaintea panilor noștri, precum s-au înțeles, am dat si noi credinciosului nostru pan, Mihul pisar, acest sat mai sus-scris să-i fie lui uric. Și, de asemenea, i-am dat și alt sat, sub Botne, lângă Vâlcan, mai jos de Lucani, anume unde a fost Negru Iuga. Și, de asemenea, i-am dat o prisacă, lângă Săseni, anume prisaca lui Vrabie. Și, de asemenea, oriunde va putea să-și așeze mori pe Cotovțea, el să-si așeze oricâte.

...

Iar pentru mai mare întărire și putere a tuturor celor mai sus-scrise, am poruncit boierului nostru credincios și cinstit, pan Sima logofăt, să scrie atârne pecetea noastră la această carte a noastră. A scris Tador gramatic, la Neamț, în anul 6951 <1443> martie, 6 zile.”